# 심리학자
심리학자(心理學者, 영어: psychologist)는 개인이 개인들간의 상호 또는 자신의 환경과의 관계를 실험하고 관찰, 해석 및 기록함으로써 정상 및 비정상 정신 상태, 지각 인지, 정서 및 사회적 과정과 행동을 연구함으로써 인간의 삶의 질 향상을 돕는 사람이다.
대부분의 심리학 관련 업무를 보기 위해서는 심리학자들에게 해당 면허나 학력 조건등이 요구된다. 어떤 경우 심리학자들은 심리학에서 박사 학위를 필요로 하기도 하지만 일반적인 상황에서 석사 학위가 충분하다. 라이센스 및 규정은 국가 및 직업에 따라 다를 수 있다.

## 전문가-과학자모델
전문가-과학자모델은 미국심리학회에서 '볼더모델'로 제안된 심리학자의 업무지침으로 권장되는 요구사항으로 언급된바있으며 미국심리학회 및 한국심리학회 윤리헌장에도 그 취지가 잘 반영되어 있다.

## 같이 보기
- 정신과의사
- 심리학자 목록